# ماريا لوسيا ليما
ماريا لوسيا ليما (1 أبريل 1964 - ) هي لاعبة كرة قدم برازيلية في مركز الوسط. شاركت مع منتخب البرازيل لكرة القدم للسيدات.

## وصلات خارجية
- ماريا لوسيا ليما على موقع الاتحاد الدولي (مؤرشف)  (الإنجليزية)